# 生物可分解塑膠
生物可分解塑膠是可以在自然界降解的塑膠材質。在有足夠的溼度、氧氣與適當微生物存在的自然掩埋或堆肥環境中，可被微生物所代謝分解產生水和二氧化碳或甲烷，對環境危害較小。
存在兩類基本的生物降解塑料生物塑料，其組分來源於可再生原料; 以及來源於石油化工產品的塑料，含有可生物分解的添加劑，可以促進生物分解。
基本上，生物塑膠並不是什麼新概念。由樟腦和硝化纖維製成的賽璐珞，早在1850年代就被發明出來作為象牙撞球的替代品。但就像其他早期發明的可循環塑膠一樣，賽璐珞缺乏合成塑膠的可變性和發展性，因此現在多半做為領口襯料和乒乓球的原料。

## 特點
生物可分解塑膠主要的材料是澱粉、聚乳酸及纖維蛋白質，其內容物不含傳統塑膠成分，在製型方式和一般用途的使用方面仍和傳統塑膠相差無異。生物可分解塑膠可於多氧環境下，在土壤中由好氧微生物、水及氧等作用分解成二氧化碳及水，在少氧環境下，由厭氧微生物及H2O等作用分解成二氧化碳及甲烷。
聚乳酸由澱粉發酵成的乳酸為原料，因為是來自於植物，所以石化資源減少許多。雖然能生分解，但在常溫中需要約25個月才能水解，生分解開始需要11.4個月，這是一個缺點，而如果在製作堆肥的高溫（60℃-70℃）和高含水率（50-60％）下可以分解非常快，約50日。

## 用處
在生物可分解塑膠中，聚乳酸最常被使用到。

PLA標誌

包裝用產品有使用於包裝盒、蛋盒、生鮮托盤和電池一類的小包裝遮罩，使用聚乳酸的小包裝遮罩可以把包裝整個作為紙類回收物處理。也有用於LSI的輸送帶和碟型包裝盒。軸枕包裝之類的小包裝袋廣泛使用於裝光碟或行動電話操作說明書的包裝。食品包裝材和餐具更需要使用生分解性塑膠。
物流則有用於防水薄膜和條碼。
布料有用於防水帆布和衣料，煙火的外皮，汽車的絨毛踏墊。
塑膠乳液則可以塑型成各式形狀的產品。
醫療則常用於手術縫合線，可自動被人體吸收。
在台灣，2005年8月至9月環保署與部分廠商辦理生物可分解包材試用計畫，為了與傳統塑膠包材區隔，採用國際資源回收三角形內有大寫拉丁字母「Ｂ」，代表了生物可分解（Biodegradation），試用活動已結束，目前官方並無任何生物可分解材質的標誌規定。

## 檢測、標準和認證
| 組織名稱           | 德国 · DIN CERTCO IBAW           | 比利时 · AIB Vincotte                  | 美国 · 生物可分解 · 機構及美國 · 堆肥協會（BPI） | 芬兰 · Jatelaito syhdistys             | 日本 · 生物可分解 · 塑膠協會               | 中華民國（臺灣） · 中華民國環保 · 生物可分解 · 材料協會 |
| ------------------ | -------------------------------- | -------------------------------------- | ------------------------------------------------ | -------------------------------------- | ------------------------------------------ | ------------------------------------------------------- |
| 標章               |                                  |                                        |                                                  |                                        |                                            |                                                         |
| 化學測試/堆肥測試  | EN 13432 ASTM 6400               | EN 13432                               | ASTM 6400                                        | EN 13432                               | GreenPla 認證制度                          | ASTM 6400                                               |
| 完全生物可分解測試 | EN 13432 ASTM 6400               | EN 13432 ISO 14851 ISO 14852 ISO 14855 | ASTM 6400 ASTM D5271 ASTM D5338 ASTM D6002       | EN 13432 ISO 14851 ISO 14852 ISO 14855 | OECD 301C JIS K 6950 JIS K 6951 JIS K 6953 | CNS14432 CNS14433 CNS14478                              |
| 細節規範           |                                  | DIN EN 13432,第4.2.2段及附件A.1        | ASTM D 6400,第6.4.1段40 cfr 503.13               |                                        |                                            | ASTM D 6400,第6.4.1段40 cfr 503.13                      |
| 檢測主體           | 超過1%濃度成份（最高3%可未檢測） | 超過1%濃度成份（最高5%可未檢測）       | 所有成份皆必須要鑑別                             |                                        | 超過1%濃度成份（最高5%可未檢測）           | 所有成份皆必須要鑑別                                    |
| 最長期間           | 6個月                            | 6個月                                  | 6個月                                            |                                        | 未詳細規範                                 | 6個月                                                   |
| 分解程度           | 60%（單體）或90%（摻合分子）     | 90%適當參照數值                        | 60%（單體）或90%（摻合分子）                     |                                        | 60%適當參照數值                            | 60%（單體） 或90%（摻合分子）                           |

### 來源
书籍
- 日本生物可分解塑膠研究會、石橋正、金井康矩、小山政利. 蕭志強（翻譯）; 黃建銘（審訂） , 编. . 世茂. 2006年8月. ISBN 957-776-789-3 （中文）.（繁體中文）

网页
- William Harris. . How Stuff Works.   [2013-05-09]. （原始内容存档于2015-09-24）.</ref>